# Steven Saylor
Steven Saylor (ur. 23 marca 1956 w Teksasie) – amerykański pisarz, autor kryminalnych powieści historycznych, twórca postaci Gordianusa Poszukiwacza.
Ukończył historię na uniwersytecie w Austin. W 1991 wydał Rzymską krew, pierwszą książką z Gordianusem Poszukiwaczem, rzymskim prywatnym detektywem z I w. p.n.e. W swoich książkach łączy kryminalną intrygę z opisem ostatnich lat republiki rzymskiej. Gordianus, z racji wykonywanego zawodu, bywa w willach patrycjuszy, ale także w najbiedniejszych dzielnicach miasta. Często wbrew swej woli znajduje się w centrum politycznych konfliktów, a prowadząc śledztwa styka się z najpotężniejszymi ludźmi epoki (Sulla, Pompejusz, Cyceron, Juliusz Cezar, Kleopatra). Książki o Poszukiwaczu składają się na cykl Roma sub rosa.
Zanim rozpoczął karierę pisarską pod własnym nazwiskiem, jak również w latach późniejszych, Steven Saylor publikował książki należące do nurtu gejowskiej literatury erotycznej, pod pseudonimem Aaron Travis. 

## Książki o Gordianusie
- Rzymska krew (Roman Blood, 1991)
- Ramiona Nemezis (Arms Of Nemesis, 1992)
- Zagadka Katyliny (Catilina's Riddle, 1993)
- Rzut Wenus (The Venus Throw, 1995)
- Morderstwo na Via Appia (A Murder On The Appian Way, 1996)
- Dom westalek (The House Of The Vestals, 1997, zbiór opowiadań)
- Rubikon (Rubicon, 1999)
- Ostatnio widziany w Massilii (Last Seen In Massilia, 2000)
- Mgliste proroctwa (Mist Of Prophecies, 2002)
- Werdykt Cezara (The Judgement Of Caesar, 2004)
- Gladiator umiera tylko raz (A Gladiator Dies Only Once, 2005, zbiór opowiadań)
- Triumf Cezara (The Triumph of Caesar, 2008)
- Siedem cudów (The Seven Wonders, 2012, zbiór opowiadań)
- Złoczyńcy znad Nilu (Raiders of the Nile, 2014)
- Gniew Furii (Wrath of the Furies, 2015)
- Tron Cezara (The Throne of Caesar, 2018)

## Inne książki
Opublikowane pod własnym nazwiskiem:
- A Twist at the End (2000)
- Honour the Dead (2000)
- Have You Seen Dawn? (2003)
- Rzym (Roma 2007)
- Cesarstwo (Empire 2010)

Opublikowane pod pseudonimem Aaron Travis:
- All-Stud (1979)
- Slaves of the Empire (1985)
- The Flesh Fables (1990)
- Beast of Burden (1993)
- Exposed (1993)
- Big Shots (1993)
- In the Blood (1995)
- Tag Team Studs: Wrestling Tales (1997) (napisana wraz z Clayem Caldwellem)
- Jock Studs (1998) (napisana wraz z Clayem Caldwellem)